# Edoeard Kokojti
Edoeard Dzjabejevitsj Kokojti (Ossetisch: Кокойты Джабейы фырт Эдуард; Kokojty Dzjabejy Fyrt Eduard, Russisch: Эдуард Джабеевич Кокойты) (Tschinvali, 31 oktober 1964) is een Zuid-Ossetisch politicus en was van 2001 tot 2011 de 2e president van Zuid-Ossetië, een Georgische afscheidingsregio en zelfverklaarde republiek die niet door Georgië en de meerderheid van de internationale gemeenschap erkend wordt en de facto onder Russische controle staat.

## Biografie
Kokojti werd op 31 oktober 1964 geboren in de stad Tschinvali, de hoofdstad van de Zuid-Ossetische Autonome Oblast in de Georgische Sovjetrepubliek en sinds 1992 van de afscheidingsrepubliek Zuid-Ossetië. Na zijn middelbare school in Tschinvali werd hij kampioen in de Georgische SSR in Vrije Stijl worstelen. In het Russische Koersk vervulde hij in de periode 1983-1985 zijn dienstplicht in het Rode Leger, waar hij plaatsvervangend pelotonscommandant was. In 1988 rondde hij een studie sportleraar af aan het Pedagogisch Instituut van Tschinvali. Kokojti was in deze periode lid en kampioen van het Sovjet worstelteam. In 1989 werd hij eerste secretaris van de Tschinvaalse afdeling van de Komsomol, de jongerenafdeling van de Communistische Partij van de Sovjet-Unie.
Tijdens de gebeurtenissen van de Georgisch-Ossetisch conflict die in 1991 uitmondden in de burgeroorlog in Zuid-Ossetië creëerde en leidde Kokojti het Ossetische zelfverdedigingsdetachement. Dit detachement werd onderdeel van de gevechtsgroep van Gri Kotjsijev. Kokojti was vanaf 9 december 1990 tot 1993 lid van het eerste Zuid-Ossetische parlement, toen nog de Opperste Sovjet geheten. In 1992 vertrok hij naar Moskou waar hij het zakenleven in ging, maar ook een charitatieve sport instelling leidde die gewonde jongeren hielp revalideren. Kokojti heeft het Russisch staatsburgerschap, is getrouwd en heeft drie zonen.

## Politiek
Tijdens zijn verblijf in Moskou was Kokojti ook actief betrokken bij initiatieven om Noord- en Zuid-Ossetië dichter bij elkaar te brengen. In februari 1997 werd hij door de eerste president van Zuid-Ossetië, Ljoedvig Tsjibirov, benoemd als hoofd van de Zuid-Ossetische Handelsvertegenwoordiging in Rusland, waar hij begin 2000 zich vrijwillig liet ontslaan. Hij werkte inmiddels voor Anatoli Tsjechojev, een Noord-Ossetisch lid van de Doema van Rusland wat hij tot 2001 deed toen hij terugkeerde naar Zuid-Ossetië. Kokojti was in 2001 de leider van de nationale publieksbeweging "Voor Ossetië".

### Presidentschap 2001-2006
Op de leeftijd van 38 werd Kokojti verkozen tot tweede president van Zuid-Ossetië tijdens de presidentsverkiezingen van november-december 2001. In de eerste ronde op 18 november kreeg hij 45% van de stemmen, de Communistische Partij leider en parlementsvoorzitter Stanislav Kotsjijev kreeg 24%, terwijl president Ljoedvig Tsjibirov op 21% bleef steken. Tijdens de tweede ronde op 6 december 2001 kreeg Kokojti 53% van de stemmen tegen 40% voor Stanislav Kotsjiev. Op 19 december trad hij aan als president.

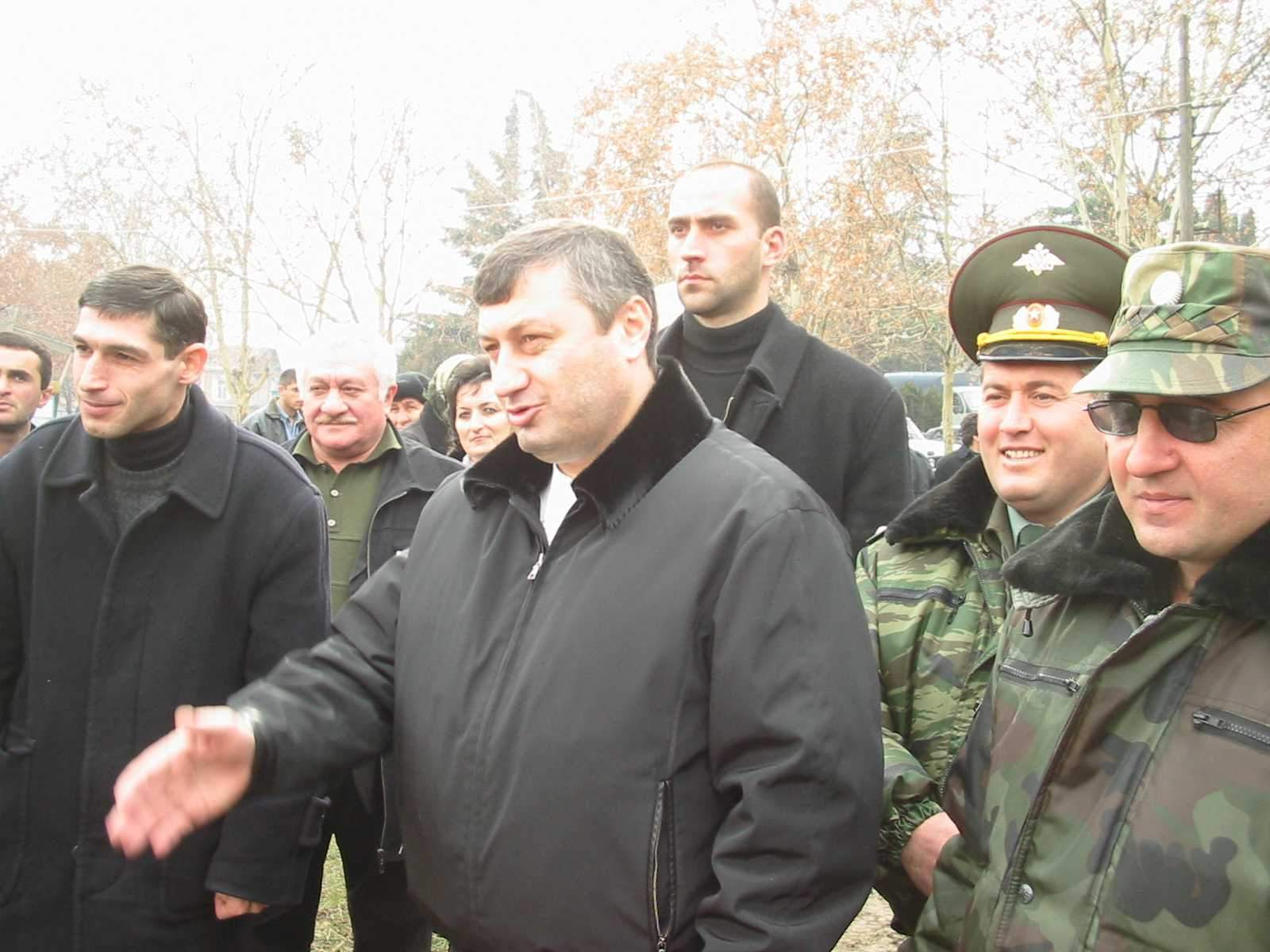
Kokojti ziet toe op verbranden van drugs (2005).

Zijn overwinning was onverwacht en vooral te danken aan de steun van de Tedejev-clan, een van de machtigste families van Zuid-Ossetië. Hij had de steun verkregen van Albert Tedejev en zijn broer Jamboelat, een worstelkampioen, die de verkiezingscampagne van Kokojti had georganiseerd en gefinancierd. Deze clan had eerder Ljoedvig Tsjibirov gesteund, maar nadat hij zich tegen hen had gekeerd, veranderde dit. Nadat Kokojti was verkozen tot president, kregen leden van de Tedejev-clan de verantwoordelijkheid over de douanedienst van de republiek en over het vrachtvervoer langs de Trans-Kaukasische Autoweg, de belangrijkste handelsverbinding tussen de republiek en Rusland en een belangrijke smokkelroute voor drugs en wapens. De weg zorgde voor een groot deel van de (clandestiene) inkomsten voor de Zuid-Ossetische overheid, iets dat in 2004 tot een conflict leidde met de autoriteiten in Tbilisi door de misgelopen douaneinkomsten. In juli 2003 keerde Kokojti zich echter tegen de Tedejevs, waarbij hij Albert Tedejev ontsloeg van zijn positie als secretaris van de veiligheidsraad en hun privé-milities liet ontwapenen. Volgens Kokojti hadden zowel de veiligheidsraad als de hoofden van defensie en veiligheid banden met criminelen. Deze stap werd gevolgd door een vuurgevecht in Tschinvali, waar een gewonde bij viel.
Kokojti nam een krachtige positie in tegen hereniging met Georgië en wilde alleen over vrede onderhandelen als Zuid-Ossetië wordt behandeld als een onafhankelijke staat (een preconditie die de Georgische overheid weigert). Ook staat hij een vereniging van Zuid-Ossetië met de Russische autonome republiek Noord-Ossetië voor en daarmee een aansluiting bij Rusland. Op 24 november 2003 verklaarde hij Zuid-Ossetië reeds als "Russisch gebied", dit naar aanleiding van de Rozenrevolutie in Tbilisi waar oppositieleider Micheil Saakasjvili de Georgiërs voorhield de afvallige delen van het land weer onder centraal gezag te stellen. In de zomer van 2004 liepen de spanningen tussen Tbilisi en Tskhinvali hoog op, en na een hevig vuurgevecht met Georgische troepen in juli 2004 verklaarde Kokojti: "Georgië wil oorlog. Maar wij zijn klaar voor zelfverdediging." Tot de Zuid-Ossetische presidentsverkiezingen van 2006 verklaarde hij dat het Georgisch-Ossetisch conflict geen etnisch conflict was, maar duidelijk een politiek conflict veroorzaakt door het verlangen van Georgië om de Osseten de normen van Westerse democratie op te leggen, die niet superieur kon zijn aan de Kaukasische traditionele wetten. Hij heeft ook de OVSE missie in het gebied verschillende malen bekritiseerd, waarbij hij de organisatie beschuldigde van vooringenomenheid en haar activiteiten vergeleek met "die van de Georgische geheime dienst."

### Presidentschap 2006-2011

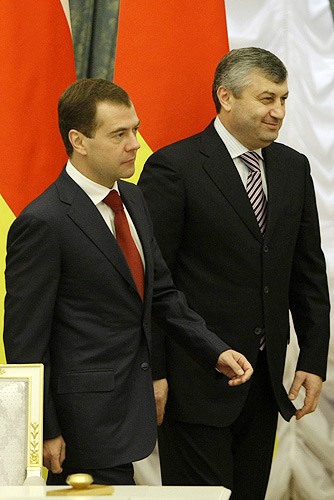
Kokojti met de Russische president Dmitri Medvedev (2009).

Kokojti stelde zich herkiesbaar voor de presidentsverkiezingen van 12 november 2006, toen ook een referendum werd gehouden dat de in 1992 uitgeroepen onafhankelijkheid nog eens voorlegde aan de kiezers. Zijn tegenstanders waren Oleg Gabodze, Inal Poechajev en Leonid Tibilov. De drie tegenkandidaten maakten geen schijn van kans tegen Kokojti, die volgens de bekendgemaakte cijfers met 98,1% van de stemmen werd herkozen, bij een geclaimde opkomst van 95,1%. De uitslag van het referendum was zo mogelijk nog eensgezinder: slechts 60 van de 52.378 kiezers stemden tegen de onafhankelijkheid van Zuid-Ossetië.
Deze bijzondere uitslagen waren mogelijk een gevolg van de alternatieve leiderschapsverkiezing en referendum die de oppositiebeweging Reddingsunie van Osseten op diezelfde dag organiseerde in de gebieden die werden bestuurd door Georgië of slechts nominaal werden beheerst door het Zuid-Ossetische regime. De Zuid-Ossetische leiders zagen hierin de hand van de Georgische regering en vonden het een provocatie en poging tot confrontatie. De Reddingsunie was een paar weken eerder opgericht door Osseten die onder de eerste president Ljoedvig Tsjibirov (1996-2001) van Zuid-Ossetië dienden. Dmitri Sanakojev, de oud-premier van Zuid-Ossetië onder Tsjibirov die in 2001 door Kokojti was ontslagen, werd hierbij verkozen tot tegenpresident. Van de geclaimde circa 55.000 kiezers zou 94% gestemd hebben voor een federatieve oplossing binnen Georgië. Georgië erkende vervolgens in voorjaar 2007 de regering Sanakojev als de tijdelijke Zuid-Ossetische Administratie, dat in Koerta zetelde, ongeveer 9 kilometer ten noorden van Tschinvali.
Kokojti kreeg te maken met oplopende spanningen met de Georgiërs, wat in augustus 2008 uitmondde in de Russisch-Georgische Oorlog. Hiermee verloor Georgië het laatste stuk controle over Zuid-Ossetië en erkende Rusland de onafhankelijkheid van het gebied. Daarnaast stationeerde Rusland er duizenden manschappen, wat door Georgië en het grootste deel van de internationale gemeenschap als bezettingsmacht wordt gezien. Hiermee had Kokojti feitelijk waar hij Zuid-Ossetië hebben wilde: ontdaan van de Georgiërs en geheel onder Russische paraplu.

### Presidentsverkiezingen 2011
De grondwet van Zuid-Ossetië staat maximaal twee achtereenvolgende termijnen van het presidentschap toe. Kokojti was hiermee in 2011 niet meer herkiesbaar. Hij steunde in augustus 2011 de kandidatuur van Anatoli Bibilov als onafhankelijk kandidaat, die uit de gelederen van Kokojti's Eenheidspartij kwam en door het Kremlin gesteund werd. De verkiezing van 2011 liep uit op een enorme politieke crisis, waar ook Kokojti in getrokken werd.
Bibilov behaalde 25,44% van de stemmen in de eerste ronde van de verkiezingen op 13 november 2011, direct gevolgd door de sterk hervormingsgerichte oppositiekandidate Alla Dzjiojeva met 25,37%, een verschil van 14 stemmen. De benodigde tweede ronde werd twee weken later verrassend door Dzjiojeva met 56,7% gewonnen, terwijl Bibilov niet verder kwam dan 40%. De resultaten werden door Bibilov juridisch betwist waarna ze daags na de verkiezing, nog voordat de officiële einduitslag bekend was, door de rechtbank werden geannuleerd op basis van aantijgingen van kiezersintimidatie en bedreiging door de aanhang van Dzjiojeva. Eerder had Kokojti al aangegeven dat een vrouwelijke president een onmogelijkheid was. Er werden nieuwe verkiezingen voor 25 maart 2012 aangekondigd, die door Dzjiojeva onwettig genoemd werden.
De situatie leidde tot straatprotesten, politieke onrust en een bezorgd Kremlin, in wat de "sneeuwrevolutie" is gaan heten. Kokojti stapte 10 december 2011 op als president, na een deal met de oppositie terwijl premier Vadim Brovtsev, een niet-Ossetische Rus die in 2009 gestuurd was om de regering te leiden, interim-president werd. Dzjiojeva belandde in het ziekenhuis kort nadat ze eind januari 2012 verklaarde zichzelf tot president te benoemen. Oppositiekandidaten werden geweerd uit de herhalingsverkiezing waar alleen enkele loyalisten aan meededen, terwijl Bibilov al had aangegeven niet mee te doen. KGB officier Leonid Tibilov werd tot president gekozen en Dzjiojeva werd uiteindelijk vice-premier in de nieuwe regering.

### Presidentsverkiezingen 2017
Edoeard Kokojti wilde meedoen met de presidentsverkiezingen van 2017, maar werd geweigerd door de verkiezingsautoriteiten omdat hij niet aan de vestigingsregels zou voldoen.